# Mark Zembsch
Mark Jeffrey Zembsch (Castro Valley, 19 de febrero de 1959) es un deportista estadounidense que compitió en remo como timonel. Ganó dos medallas de bronce en el Campeonato Mundial de Remo, en los años 1985 y 1986.

## Palmarés internacional
| Campeonato Mundial | Campeonato Mundial       | Campeonato Mundial | Campeonato Mundial |
| Año                | Lugar                    | Medalla            | Prueba             |
| ------------------ | ------------------------ | ------------------ | ------------------ |
| 1985               | Malinas (Bélgica)        | Medalla de bronce  | Ocho con timonel   |
| 1986               | Nottingham (Reino Unido) | Medalla de bronce  | Ocho con timonel   |